# Rhantus sericans
Rhantus sericans är en skalbaggsart som beskrevs av Sharp 1882. Rhantus sericans ingår i släktet Rhantus och familjen dykare. Inga underarter finns listade i Catalogue of Life.